# B-SHOCK!
『B-SHOCK! 』（ビーショック）は、中野純子によるSF・ラブコメディ漫画作品。

## 概要
読切として書かれた「B-SHOCK! 」（後述）を元にその数年後の設定で『週刊ヤングジャンプ』（集英社）誌上において、1997年（平成9年）52号から2000年（平成12年）4・5合併号にかけて連載。単行本はヤングジャンプ・コミックスより全4巻。作者初の男性誌連載作品であり、このため主人公達は新たなフィールドで初めての作品である事から新と初音と名付けられている。
架空の大学・都亜留大学理工学部を主な舞台に、互いの距離が一定度離れると爆発する一対の腕時計型爆弾「B-SHOCK! 」を理不尽にはめられた男女2人の生活を描く。

## あらすじ
都亜留大学に通う新田新は手紙での呼び出しを受け、相手が来るのを待っている間にエーテルをかがされて気絶する。気がつくと目の前にはミス理工の乃木初音がおり、2人の腕には距離が離れると爆発する一対の腕時計型爆弾「B-SHOCK」がはめられていた。腕時計を2人にはめたのは大学でも悪名高い桂深教授。彼は2人が来年、自分のゼミに入る事を命令し、二人の前を去って行く。文字通り離れられなくなった二人の共同生活が始まる。
当初は互いに反発していた二人も徐々に信頼を深めて行き、初音が幽霊に操られた事件をきっかけとして新は初音に想いを寄せはじめる。想いを隠し続けていた新は初音の初恋の相手である兄・琢磨の登場によりついに告白をするが、予期せぬ告白によって初音は戸惑うだけであった。しかし初音は桂深ゼミの合宿の中で新の存在の大きさに気付く。合宿を行なっていた研究所が爆発し、唯一B-SHOCKを外す事が出来る教授が行方不明となり、二人は改めて共に生きていく事を確認し合う。

## 登場人物
※年齢などは初登場時の物。

### 主人公
新田 新（にった あらた）
都亜留大学理工学部物質工学科3年の21歳。成績はあまりよくない。一人暮らしで家賃のみの仕送りを受け、バイトで生活するごく普通の大学生。桂深教授の策略によって「B-SHOCK」を取り付けられ、初音との共同生活を余儀なくされる。当初は反目し合っていたもののくららの事件をきっかけに初音に惹かれて行く。
乃木 初音（のぎ はつね）
物質工学科3年の20歳。実家はかなりの名家で正真正銘のお嬢様であり、お茶とお花の免状を持っている。可か不可しかくれないと有名な桂深の一般教養ではじめて優を取るなど成績優秀。また、顔・スタイル（9号がオーダーメイドの様にぴったり）共に良く、学内ではミス理工と呼ばれ（あだ名か実際にミスコンで選ばれたかは不明）、ファンクラブもある程の人気と知名度を誇る。育ちの良さ故か世間知らずの所がある。新と同じく桂深教授の策略によって「B-SHOCK」を取り付けられ、新との共同生活を余儀なくされる。この為に破談、勘当と劇的な生活環境の変化を迎えるが、育ちの割に環境への適応力は高い。

### 乃木家関係者
乃木 初絵（のぎ はつえ）
初音の母。54歳。見るからに怖そうなおばさんで、外見に違わず実際に厳しい。名家故か古い考え方をしており、新の家に泊まったにも関わらず結婚の意志がない事を知り初音を勘当する。少々ヒステリックな面も持つ。旦那との性行為は結婚記念日のみ。
乃木 大祐（のぎ だいすけ）
初音の父。53歳。初音に手を出した（と思われた）新に日本刀で切り掛かろうとするなど娘を溺愛している。密かに浮気をしている事が初音にばれ、妻には秘密にしておく事を条件に生活費の支援を始める。
乃木 琢磨（のぎ たくま）
初音の兄。乃木家の養子であり、血は繋がっておらず、初音の初恋とファーストキスの相手。社会学の研究者で海外でフィールドワークをしている。空手歴15年。初音の同棲生活の事を聞きつけ帰国し、自分が娶るといって初音を連れ戻そうとする。
御所名 健哉（ごしょな けんや）
初音の婚約者であったが、「B-SHOCK」の為に破談となる。

### 小紫家
小紫 美夜子（こむらさき みよこ）
理工学部3年。21歳。初音は美夜子の事を親友だと思っているが、美夜子は過去3回彼氏を初音に取られたと思い込んで敵視しており、初音を陥れようと色々と企む。非常に思い込みの激しい性格であり、また目的の為には手段を選ばない策略家。夏目に一目惚れし、なおかつ初音が惚れている事を見抜き積極的に迫り、罠によって性交したと思わせ、結婚を申し込まれる。結婚までは考えていなかったが、初音に勝ちたいが為に承諾し、大学を中退し夏目の田舎へと行く。
小紫
名前は不明。美夜子のおじであり、新と初音のバイト先のラブホテル「紫水晶」のオーナー。美夜子に頼まれて新達を雇う。

### 桂深ゼミ
桂深（かふか）
B-SHOCK の開発者であり、全ての元凶。ゼミは「入るとヤバいNo.1」などと悪名高い教授。科学信望者であり、マッドサイエンティスト。かなり自己中心的な性格で、周りの迷惑は顧みない。さる財閥の御曹司であったが、彼が30歳の時に代替わりし、わずか5年で全財産を研究につぎ込み使い果たす。しかし海外に多くのパトロンを持ち、日夜発明に勤しむ。「夢の島」で起きた火災によって恐らく死亡。水瓶座のAB型。
夏目（なつめ）
助手。天秤座のO型。初音の兄・琢磨に似ている。悩みや迷いといった人間的な思考回路が欠落している事から学生時代はサイボーグとあだ名される。素人に手を出したら責任を取れとの祖父の遺言に従い美夜子と婚約し、田舎に帰り家業を継ぐ。
安倍（あべ）
助教授。桂深に心酔しており、桂深の元で手伝いをする事が最大の喜び。
嶋田（しまだ）
研究生。いかなるクライシスにも耐え得るシェルターを作る事を目指す。
三島（みしま）
博士3年。究極の快楽を得られるセックスマシーンを作る事を目指す。

### 宇野家関係者
宇野 さらら（うの さらら）
都亜留大学唯一の女性教授。46歳。かつてオランダに留学しており、その頃から桂深とは知り合い。新のレポートが初音の代筆である事を見抜き、2人を落第させるが、桂深ゼミの希望者である事を知ると不正の代償としてベビーシッターを依頼して来た。
宇野 りりか（うの りりか）
さららの長女で13歳。大人しく真面目な性格。趣味は料理で腕前も相当。霊能力を持つ。
宇野 うらら（うの うらら）
さららの次女で10歳。明るくおしゃまな子。
宇野 一松（うの いちまつ）、竹二（うの たけじ）、梅三（うの うめぞう）
8歳の三つ子で、さららの長男・次男・三男。多少のやんちゃはあるものの聞き分けは良い。いつも3人一緒に行動する。
くらら
宇野家の別荘に取り憑いてる幽霊。日本育ちのドイツ人で10歳。宇野家の別荘となっている建物で寝たきりの生活を送り病死した。新に惚れ、初音の体を乗っ取って迫るが、りりかによって消される。

## 桂深の発明品
B-SHOCK
腕時計型をした一対の小型爆弾。この対の距離が一定以上に離れると爆発する。距離は BABY・B によって変更可能。普通の腕時計として使用でき、アラーム機能も備わっている。名前の由来はカシオの G-SHOCK と恐らく Bomb （爆弾）の頭文字から。
BABY・B
桂深が所持し、 B-SHOCK をコントロールする事が出来る腕時計。名前の由来は G-SHOCK の一種、 Baby-G から。
カフタン
B-SHOCK 護衛ロボ。 B-SHOCK 装着者の身を守る（という名目で監視する）ロボット。小型ながらかなりの高性能で、飛ぶ事も出来る。1台目は新に壊され新たに「カフタンII」が開発された。
ドリームプレゼンターカフタン
心地よい眠りとさわやかな目覚め、そして楽しい夢を得る為の機械で頭に装着して仕様。使用者は心が解き放たれるため、あらゆる質問に正直に答える。
超拘束ロボカフチャンIII
「夢の島」地下3階の倉庫にしまわれていたロボット。名前の通り人間を拘束する。

## 主な舞台
都亜留大学
新と初音が通い、桂深が教授をつめる大学。理工学部以外はどのような学部があるかは不明。きたのはずれにある実験棟に桂深の研究室がある。新の家賃などからおそらくは首都圏にある物と推定される。
新の部屋
家賃6万円。ユニットバス。初音が実家暮らしであったため、二人の生活の場となる。
ホテル紫水晶
美夜子のおじが営むラブホテル。バイトが出来ずに困っていた二人に美夜子が紹介してくれたバイト先。
宇野家別荘。
静かな森の中の一軒家。かつてくららが寝たきりで過ごし、病死した後は幽霊となって取り憑いている。
夢の島
大西洋沖南南西に位置する孤島。一見すると廃墟にしか見えない建物がたたずんでいるが、隠し階段から降りる地下部分はかなり高度な施設を持つ研究所となっている。

## 読切版
『漫革』1998年6月5日号に掲載され、連載版の元となった作品。連裁判『B-SHOCK! 』の4巻に収録されている。連載版の数年前を舞台としており、マッドサイエンティストの教授（作中で名前は記されていないが桂深）のゼミに入った男女1名ずつの大学生が B-SHOCK を付けられ、共同生活を余儀なくされるという大枠は既に完成している。なお登場人物は全員名前が登場しない。

## 書誌情報
- 中野純子『B-SHOCK! 』集英社〈ヤングジャンプ・コミックス〉
  1. 「アラタとハツネ」1999年4月24日初版発行、ISBN 978-4-08-875779-7
  2. 「初音暴走」1999年9月22日初版発行、ISBN 978-4-08-875828-2
  3. 「脱・安全距離1m! 」2000年1月24日初版発行、ISBN 978-4-08-875870-1
  4. 「やけっぱち」2000年2月23日初版発行、ISBN 978-4-08-875880-0